# Historia de la Unión Cívica Radical (1955-1972)

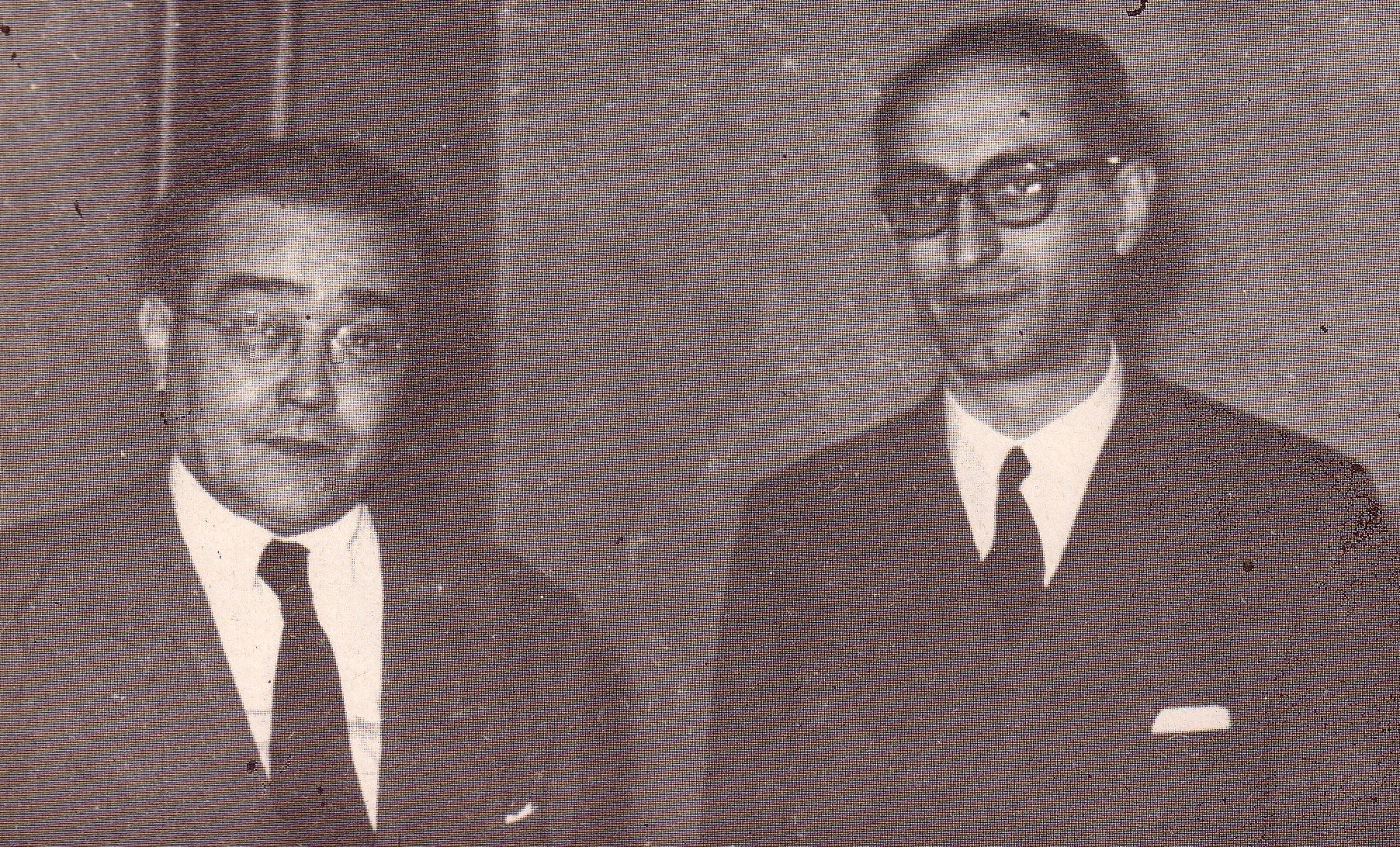
Balbín y Frondizi, dos caminos para la UCR.

El 16 de septiembre de 1955 las Fuerzas Armadas argentinas con el apoyo de una gran parte de los partidos políticos opositores, dieron un golpe de Estado y derrocaron al presidente Juan D. Perón dando inicio a la llamada Revolución Libertadora. Dentro de la Unión Cívica Radical se abrió entonces un debate, que también se presentó en los demás partidos políticos, referido a la posición a adoptar frente al peronismo, así como con las medidas sociales y económicas tomadas durante el gobierno justicialista.
Un sector del radicalismo propondría una estrategia de alianza y democratización del peronismo. Otro sector propondría una estrategia de prohibición y represión del peronismo. El enfrentamiento entre ambos sectores llevó a la fractura de la Unión Cívica Radical al finalizar 1956 en dos partidos: Unión Cívica Radical Intransigente (UCRI) dirigida por Frondizi, y Unión Cívica Radical del Pueblo (UCRP) dirigida por Balbín.
La UCRI llegaría al gobierno con la presidencia de Arturo Frondizi (1958-1962), y la UCRP llegaría al gobierno con la presidencia de Arturo Illia (1963-1966). Ambos fueron derrocados por sendos golpes militares.
Durante la dictadura militar denominada Revolución Argentina (1966-1972) la UCRI y la UCRP adoptaron distintas estrategias. La UCRI apoyó a un sector nacionalista del ejército que asumió la presidencia con Levingston en 1970. En la UCRP, por su parte, apareció una juventud radical que enfrentó a la dictadura, mientras la conducción balbinista iniciaba un diálogo sostenido con Perón y cierta vinculación con el gobierno del general Lanusse. 
En 1972 el gobierno militar dictó un nuevo Estatuto de los Partidos Políticos y la justicia le asignó el nombre Unión Cívica Radical a la UCRP, prohibiéndole a la UCRI continuar en el uso de esa denominación, que entonces la cambió por Partido Intransigente, aunque siempre sostuvo ser continuación histórica del partido fundado por Leandro Alem en 1891. 
| Artículo principal                                                  |
| Este artículo es parte del artículo principal: Unión Cívica Radical |

## La división de la UCR
En septiembre de 1955, ni bien instalado el gobierno militar de la Revolución Libertadora, se manifestaron dos grandes tendencias dentro del espectro antiperonista:
- un sector buscaba restablecer alguna forma de acercamiento y conciliación con el peronismo;
- otro sector buscaba "desperonizar" el país, mediante una estricta política represiva del peronismo y los sindicatos.

Dentro del gobierno el sector conciliador estaba representado por el presidente, el general Eduardo Lonardi, mientras que el segundo sector duro estaba representado por el vicepresidente, el almirante Isaac Rojas y la Marina en general.
El 10 de noviembre de 1955 se constituyó una Junta Consultiva del gobierno militar, presidida por el almirante Rojas, e integrada por representantes de los partidos políticos con excepción del peronismo y el comunismo. Los miembros en representación de la Unión Cívica Radical fueron los unionistas Juan Gauna y Miguel Ángel Zavala Ortiz y los intransigentes Oscar Alende y Oscar López Serrot. Dos días después, renunciaron Rojas y todos los miembros, menos los dos representantes de la Unión Federal, con el fin de presionar la renuncia de Lonardi. El 15 de noviembre renunció Lonardi y asumió como presidente el general Aramburu, fortaleciéndose la línea antiperonista dura. 

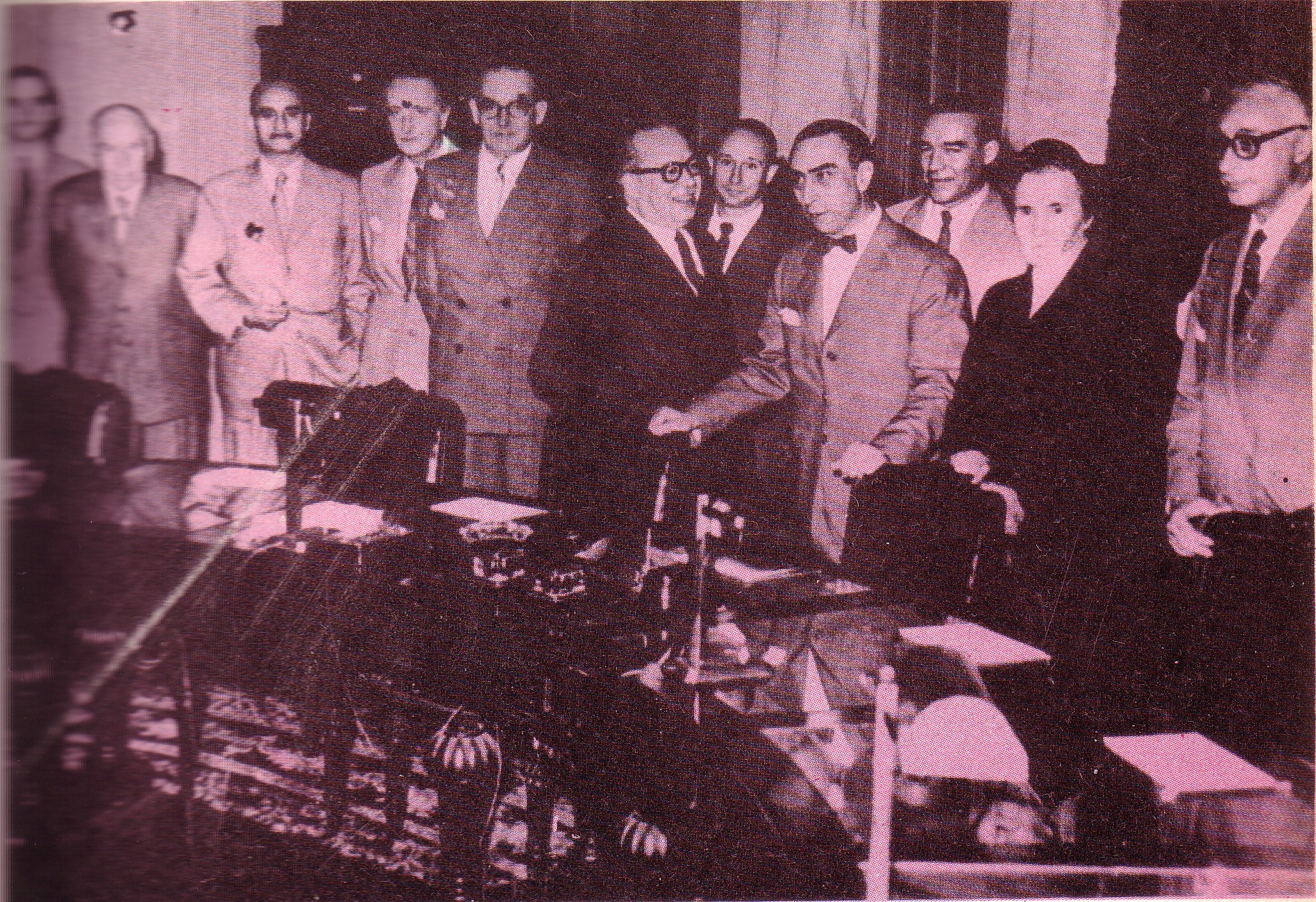
Rojas.

En la UCR nuevamente volvieron a presentarse dos posiciones fuertemente opuestas: los unionistas y algunos intransigentes participaron activamente en la Revolución Libertadora, incluso formando Comandos Civiles paramilitares para tomar sindicatos y reprimir a los grupos peronistas. Otro sector, mayoritariamente intransigente, propuso una posición crítica frente a la Revolución Libertadora, proponiendo buscar un acuerdo con el peronismo y oponiéndose al desmantelamiento del estado de bienestar creado durante el gobierno de Perón.
Uno de los actos que más se ha cuestionado a la Junta Consultiva fue su aval al fusilamiento de 27 civiles y militares con que el gobierno militar castigó el alzamiento peronista dirigido por el general Valle en junio de 1956, un hecho que por su inclemencia no tenía antecedentes en la historia argentina.
El 9 de noviembre de 1956 se reunió en Tucumán la Convención Nacional de la UCR. El Movimiento de Intransigencia y Renovación, crítico del gobierno militar, propuso tomar la iniciativa y presionarlo mediante la designación de una fórmula presidencial. Los balbinistas (separados recientemente del MIR), unionistas y sabattinistas, más cercanos a la Revolución Libertadora, rechazaron la propuesta. La Convención Nacional votó a favor de la propuesta intransigente y eligió a Arturo Frondizi como candidato a presidente de la Nación. Los unionistas, balbinistas y sabattinistas, abandonaron entonces la Convención y el 10 de febrero de 1957 formaron un nuevo partido.
Ambos partidos radicales tomaron el nombre de Unión Cívica Radical Intransigente, conducido por Arturo Frondizi, y Unión Cívica Radical del Pueblo, conducido por Ricardo Balbín. 
Los intransigentes (UCRI) definieron rápidamente una posición inspirada en la Declaración de Avellaneda pero adaptada a la situación de posguerra, atrayendo a una gran cantidad de sectores juveniles y progresistas extrapartidarios, como los socialistas Dardo Cúneo y Guillermo Estévez Boero, o el forjista Raúl Scalabrini Ortiz, que se caracterizaban por una posición de centro-izquierda nacional no antiperonista, así como por el pensamiento desarrollista sostenido por Rogelio Frigerio desde la revista Qué.
La Unión Cívica Radical del Pueblo (UCRP) fue controlada desde un principio por los unionistas, encabezados por Ernesto Sammartino y se vinculó al jefe del gobierno militar, general Pedro Eugenio Aramburu (Potash II, 346-349), para aparecer frente a la opinión pública como expresión política de la Revolución Libertadora.

## Reforma de la Constitución Nacional de 1957
El 28 de julio de 1957 se realizan elecciones de representantes para reformar la Constitución Nacional. Proscripto el peronismo los dos partidos políticos principales son radicales. Triunfó la Unión Cívica Radical del Pueblo que obtuvo 2.117.160 votos contra la Unión Cívica Radical Intransigente que obtuvo 1.821.459 votos. Pero debido a que los votos en blanco no se computan, pocos repararon en las consecuencias políticas del hecho de que las personas que votaron en blanco (2.119.147) superaron al partido más votado, la UCRP. La mayor parte de esos votos en blanco provenían de peronistas cuyo partido había sido ilegalizado.
Los convencionales a UCRI, encabezados por Oscar Alende, sostuvieron la ilegalidad de la Convención Constituyente convocada por el gobierno militar y se retiraron. La UCRP por el contrario participó activamente de la misma. Sin embargo, un amplio sector de la UCRP no estaba de acuerdo en incorporar los derechos sociales a la Constitución Nacional y pretendía simplemente reinstalar la Constitución de 1853. En ese momento cumplió un importante rol Crisólogo Larralde que Fernando Blanco Muiño relata así: 
"La tarea más importante impulsada por Larralde y que se vincula directamente con el pensamiento social del radicalismo es, sin dudas, la inclusión del artículo 14 bis en nuestra Constitución Nacional. La Convención Constituyente de 1957 debía receptar los derechos sociales que la legislación moderna había ido incorporando y que el texto de 1853 no incluyó. Las fuerzas políticas que integraron esa convención no estaban muy convencidas de hacerlo pues ello significaría, por un lado, eliminar privilegios de las clases dominantes y por el otro, reconocer los aportes llevados adelante por el derrocado gobierno de Juan Perón. En ese marco se discutió la incorporación del artículo 14 bis reconociéndose que un sector importante del bloque radical no quería acompañar su inclusión. Entonces, Larralde, Presidente del Comité Nacional, viajó a Santa Fe y monitoreó personalmente el comportamiento de cada convencional, llegando a sentarse al fondo del recinto el día de la votación, con el fin de garantizar que todos apoyaran la redacción propuesta. Y así sucedió, lo que permitió incluir el artículo y modernizar, de esa manera, nuestro texto constitucional".
En la elaboración del artículo 14 bis tuvo un papel destacado el convencional balbinista entrerriano Luis María Jaureguiberry, de la UCRP quien en el debate destacaba definió el artículo como "una transacción de contenido histórico entre los que querían mantener la intangibilidad de la Carta del 53 en su redacción y los que deseábamos colocarnos en nuevos tiempos para no marchar a la zaga en principios de avanzada social" (G. Arzac,105). 
Inmediatamente después de aprobado el artículo 14 bis referido a los derechos del trabajo, los convencionales conservadores y sabattinistas se retiraron de la Convención Constituyente dejándola definitivamente sin cuórum para evitar que se siguiera avanzando en la sanción de derechos sociales y económicos. El hecho fue duramente criticado desde las fuerzas políticas progresistas.

## Elecciones presidenciales de 1958
El 23 de febrero de 1958 se realizó la elección para presidente. Los dos principales candidatos son radicales: Arturo Frondizi por la UCRI y Ricardo Balbín por la UCRP. La población que adhería al peronismo se volcó francamente en favor de Frondizi, quien triunfó con 4.049.230 votos en todas las provincias, contra 2.416.408 votos que obtuvo Balbín.
La victoria de la UCRI cayó como un balde frío en las Fuerzas Armadas, pero las presiones de los sectores que promovían instalar un gobierno militar duradero, llamados "quedantistas" en aquel entonces, fracasaron.

## Gobierno de Arturo Frondizi (1958-1962)

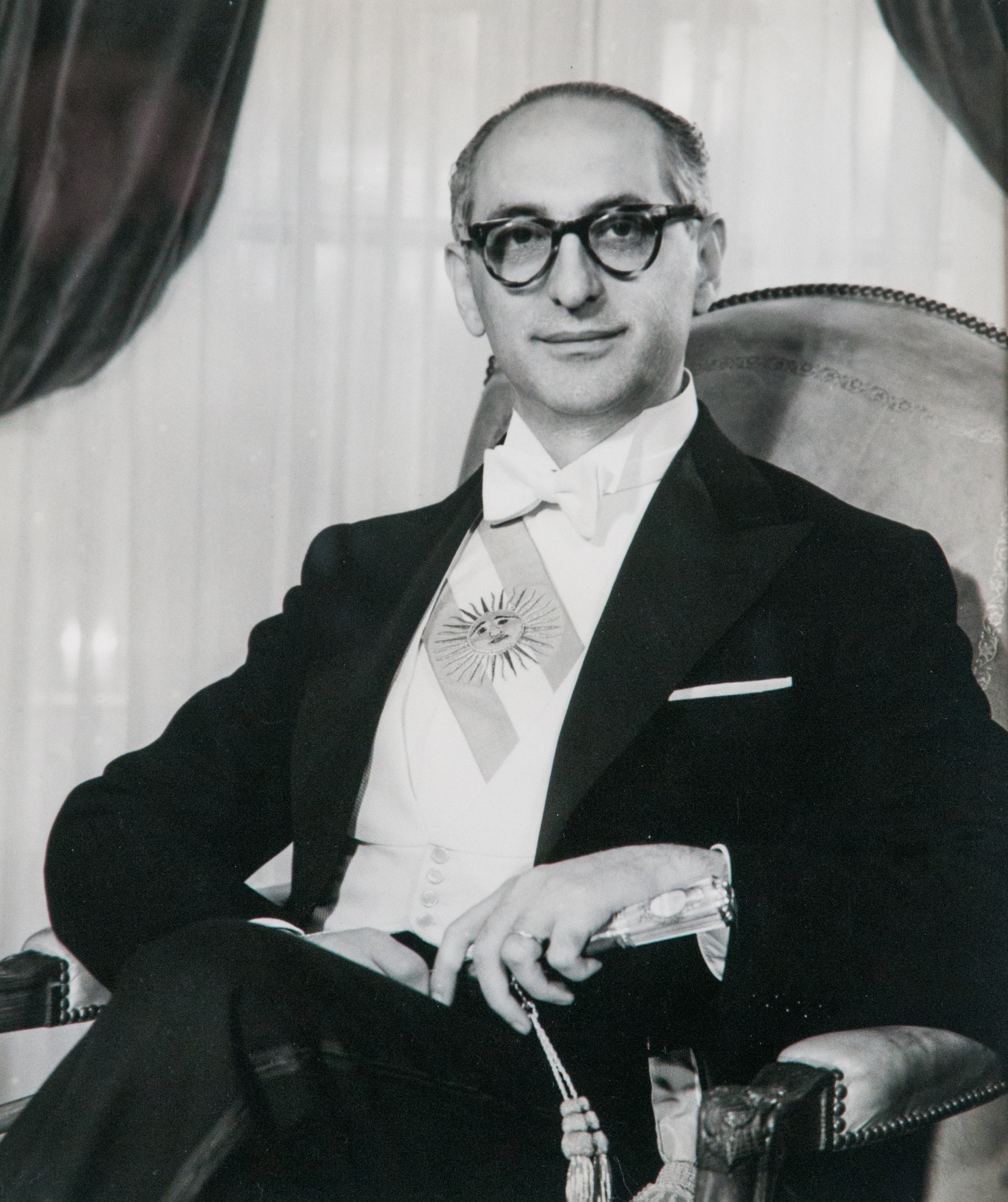
Arturo Frondizi, elegido en 1958, derrocado en 1962.

Su periodo de gobierno se caracterizó por adoptar el desarrollismo como política básica de gobierno, a partir de las recomendaciones de la CEPAL y las definiciones de la llamada teoría de la dependencia desarrollada a partir de los años 1950 por intelectuales de toda América Latina.
Sus principales colaboradores fueron: Rogelio Frigerio, Gabriel del Mazo (uno de los padres de la Reforma Universitaria), Oscar Alende (gobernador de la provincia de Buenos Aires), Alfredo Roque Vítolo, Rodolfo Martínez.

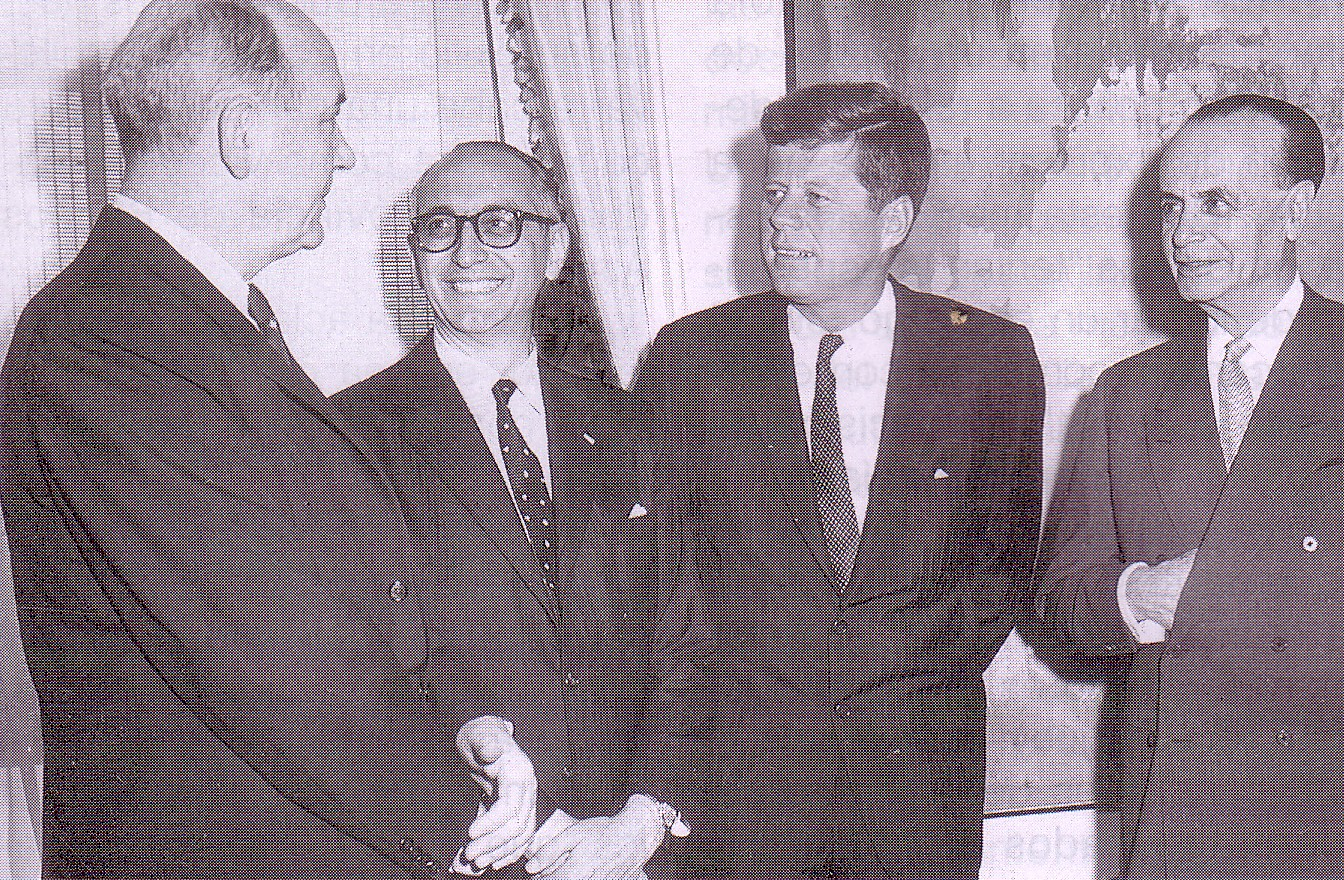
Frondizi y Kennedy en Estados Unidos, 1961.

Con el fin de promover la industrialización acelerada del país promovió el ingreso del capital industrial extranjero. Profundizó la política petrolera de apertura al capital extranjero impulsada por Perón desde 1952 y firmando contratos con las empresas privadas para subsidiar la explotación del petróleo argentino.
En un curso político similar, autorizó el funcionamiento de las universidades privadas, en gran medida presionado por la Iglesia católica.
Sus políticas económicas y educativas generaron gran resistencia entre los sindicatos y el movimiento estudiantil, como las grandes huelgas de los trabajadores petroleros, ferroviarios, de la carne, bancarios y metalúrgicos. En 1959 se producen también las grandes movilizaciones obrero-estudiantiles organizadas por la FUA contra las universidades privadas conocidas por uno de sus eslóganes: Laica o Libre.

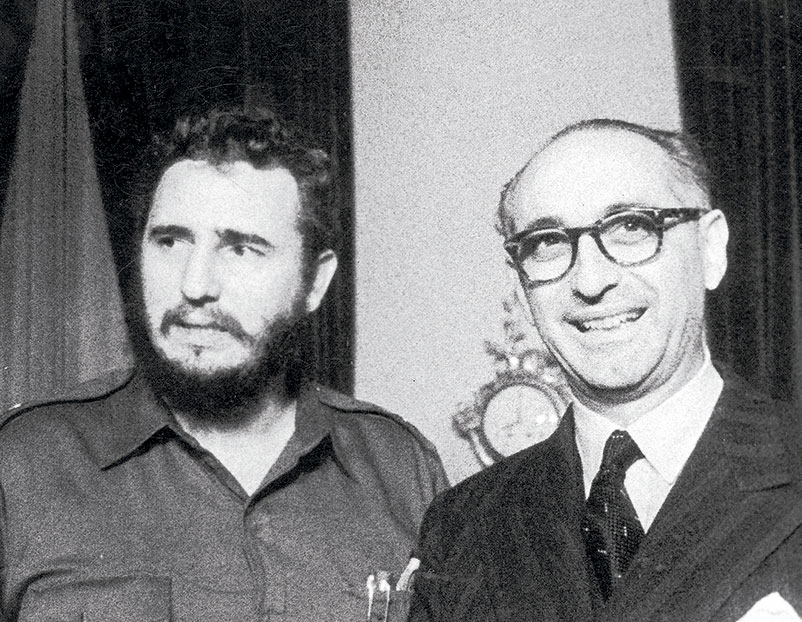
Frondizi y Fidel Castro en Buenos Aires, 1959.

Las protestas populares fueron duramente reprimidas llegando a utilizar el Plan CONINTES (Conmoción Interna del Estado), elaborado durante el peronismo, aunque nunca puesto en práctica, que ponía a los manifestantes bajo jurisdicción de los tribunales militares.
Durante el gobierno de Frondizi se sancionó una nueva Ley Sindical. Se triplicó la producción de petróleo obteniéndose el autoabastecimiento. Se pusieron en marcha grandes proyectos hidroeléctricos como el Chocón. Se construyó una extensa red caminera. Se dio gran impulso a la petroquímica, la siderurgia, la tecnificación del agro y la multiplicación de escuelas de educación técnica, abriendo una década (1963-1974) en la que Argentina registrará las tasas de crecimiento más altas del mundo y se eliminará prácticamente la pobreza (Gerchunoff,309). 
El gobierno de Frondizi estuvo sumamente restringido por el poder militar. Sufrió 26 asonadas militares y 6 intentos de golpe de Estado. En cada caso los militares imponían nuevas condiciones, que entre otras cosas se manifestaron en los funcionarios conservadores que debió incluir en su gabinete, como de Álvaro Alsogaray y Roberto Alemann, en el ministerio de Economía, y otras personalidades como Miguel Ángel Cárcano, Federico Pinedo, y Carlos Muñiz, todas ajenas a la UCRI.

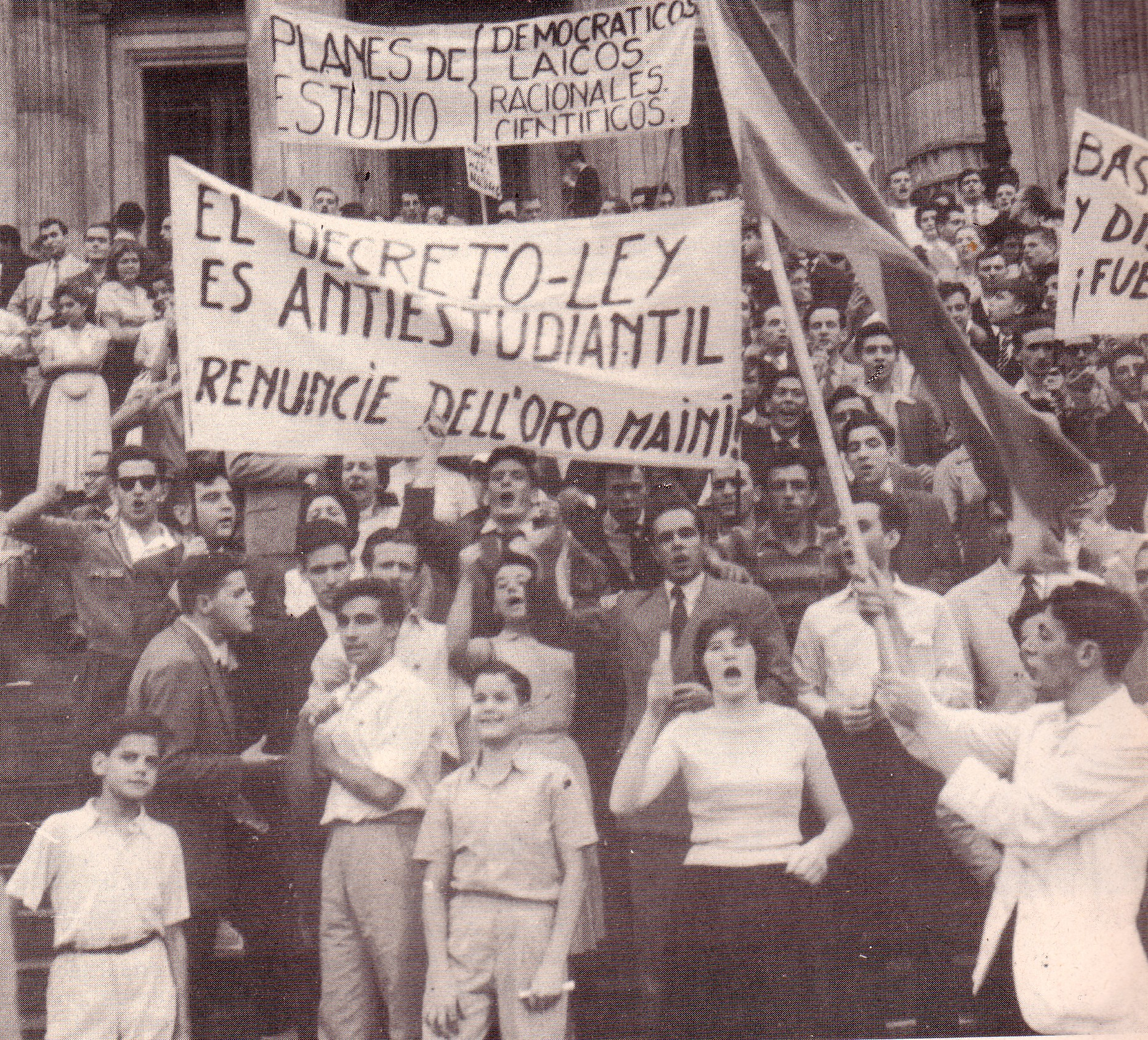
Protesta obrero-estudiantil Laica o Libre, 1959.

Su política exterior se caracterizó por mantener una clara posición independiente, estableciendo buenas relaciones con la administración de John F. Kennedy, y al mismo tiempo se opuso a la expulsión de Cuba de la OEA, reuniéndose con el argentino y representante del gobierno cubano Che Guevara en la residencia presidencial de Olivos.
En 1961 Frondizi anuló la ilegalización del peronismo. En las elecciones de 1962 el peronismo ganó la gobernación de 10 de las 14 provincias, incluida la poderosa Provincia de Buenos Aires, donde triunfó el combativo dirigente sindical textil Andrés Framini. 
Las Fuerzas Armadas exigieron que Frondizi anulara las elecciones, lo que no sucedió, desencadenando el golpe de Estado que lo derrocó, el 29 de marzo de 1962. Frondizi, fue arrestado y confinado en la isla Martín García y más tarde en Bariloche hasta 1963. Tras una serie de hechos tragicómicos, la presidencia le es arrebatado a los militares golpistas por una maniobra de uno de los miembros de la Corte Suprema, Julio Oyhanarte y el ministro del Interior, Rodolfo Martínez. Aprovechando el agotamiento de los líderes golpistas que se habían ido a dormir una vez concluido el golpe, Oyhanarte organizó el juramento como presidente, del presidente del Senado José María Guido. Al despertarse, azorados, los líderes militares le tomaron un examen en la Casa Rosada al nuevo presidente, autorizándolo a seguir en su cargo y asentando en un acta las medidas que el nuevo presidente debía adoptar (entre ellas anular las elecciones).
Arturo Frondizi aún detenido, promoverá primero la creación de un frente entre la UCRI y el peronismo, llamado Frente Nacional y Popular. Pero un sector mayoritario de la UCRI decide separarse del frente y presentar como candidato propio a Oscar Alende, haciendo fracasar así el intento de alianza.
Desde su confinamiento en Bariloche, Frondizi le envía una carta a Oscar Alende que fue publicada en el diario La Prensa el 30 de mayo de 1963 en donde dice:
"Desde que el radicalismo intransigente se ha manifestado como expresión política diferenciada, ha adoptado por objetivo fundamental unir las capas populares y orientar la participación de los trabajadores hacia las grandes soluciones nacionales (...). Toda actitud que excluya la participación orgánica del justicialismo en la construcción de una gran nación conspira contra la República, contra el pueblo y contra la esencia misma del radicalismo".
Desde ese momento, Frondizi decide abandonar el radicalismo, en sus dos expresiones partidarias (UCRI y UCRP) y construir un partido desarrollista: el Movimiento de Integración y Desarrollo (MID).

## Gobierno de Arturo Illia (1963-1966)

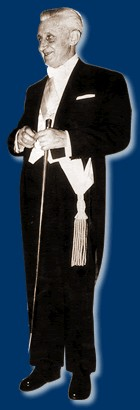
Arturo Illia, elegido en 1963, derrocado en 1966.

El 7 de julio de 1963 se realizaron las elecciones presidenciales. Los candidatos peronistas fueron ilegalizados nuevamente. Por esa razón, otra vez los dos candidatos principales fueron radicales: Arturo Illia de la UCRP, y Oscar Alende de la UCRI. En la UCRP Ricardo Balbín y Miguel Ángel Zavala Ortiz (unionista) habían renunciado a ser candidatos, presionados por la derrota del "ala conservadora" de la UCRP en 1958, pero también porque pensaban que la UCRI volvería a ganar, repitiendo la alianza con el peronismo inhabilitado para presentarse a elecciones. Pero en la UCRI, los sectores no identificados la estrategia de alianza con el peronismo impulsada por Frondizi desde su reclusión, fracturaron el partido y presentaron la candidatura presidencial de Alende. 
El 28 de julio de 1957 se realizaron elecciones con el siguiente resultado: 
| Elecciones presidenciales de 1963                 |                   |
| Partido                                           | Cantidad de votos |
| Unión Cívica Radical del Pueblo-UCRP (Illia)      | 2.441.064         |
| en blanco                                         | 1.827.464         |
| Unión Cívica Radical Intransigente -UCRI (Alende) | 1.593.992         |
| UDELPA (Aramburu)                                 | 728.662           |
| Demócrata Progresista                             | 633.934           |
| Partidos del Centro (Olmos)                       | 499.822           |
| Demócrata Cristiano (Sueldo)                      | 324.723           |
| Socialista Argentino (Palacios)                   | 288.339           |
| Socialista Democrático (Orgaz)                    | 258.787           |

Una vez más, la cantidad de votos en blanco, que expresaban al electorado peronista impedido de votar, sumaba un gran porcentaje. Curiosamente, en esta elección, los votos en blanco fueron declarados válidos, para excluir a los partidos más pequeños, que precisaban alcanzar el piso del 3% de los votos válidos para poder ingresar al Parlamento.
La UCRP ganó en 12 provincias (Buenos Aires, Catamarca, Córdoba, Chubut, Entre Ríos, Formosa, La Rioja, Misiones, Río Negro, Santa Cruz, Santa Fe y Santiago del Estero); la UCRI se impuso en 4 provincias (Corrientes, Jujuy, La Pampa y Tucumán). Otros partidos se impusieron en 6 provincias.
Illia era un médico radical intransigente radicado en Córdoba donde había sido vicegobernador entre 1940-1943 siguiendo a Santiago del Castillo, y elegido gobernador en las anuladas elecciones de 1962. Fue uno de los fundadores del Movimiento de Intransigencia y Renovación (MIR) en 1945, perteneciente a la Línea Córdoba, o sabattinista, y sus posturas en general eran más progresistas que las de Balbín. En gran medida inspiraría su gobierno en la Declaración de Avellaneda elaborada dos décadas atrás.
El 12 de octubre de 1963 asumió Arturo Illia como presidente. Su vicepresidente fue Carlos Humberto Perette. 
Al formar el gabinete, Illia utilizó una política llamada en aquel entonces de "equilibrio pendular", buscando equilibrar las tres grandes tendencias que en ese momento se habían organizado en la UCRP:
- la coalición unionista-larraldista (Crisólogo Larralde había muerto en 1962)
- el balbinismo
- la Línea Córdoba o sabattinistas, base de apoyo de Illia.

El gabinete estableció un equilibrio preciso entre unionistas y balbinistas. Los balbinistas ocuparon los ministerios de Economía, Educación y Trabajo que correspondieron a Eugenio Blanco (y luego Juan Carlos Pugliese (padre)), Carlos Alconada Aramburu y Fernando Solá. Los ministerios de Relaciones Exteriores, Obras Públicas y Defensa, fueron asignados a los unionistas Miguel Ángel Zavala Ortiz, Miguel A. Ferrando y Leopoldo Suárez, luego de una dura lucha interna. Los dos ministerios restantes, Interior y Salud Pública, fueron ocupados por el balbinista-sabattinista Juan Palmero y por el unionista Arturo Oñativia pero hombre de confianza del presidente. En la conformación del gabinete quedaron excluidos los larraldistas, que pretendían el Ministerio de Trabajo, pero resultaron definitivamente bloqueados por Balbín (Potash,180).
En el Congreso, el balbinista Arturo Mor Roig fue elegido presidente de la Cámara de Diputados de la Nación Argentina, cargo en el que habrá de destacarse.
Una de sus primeras medidas fue anular los contratos petroleros firmados con empresas extranjeras por Arturo Frondizi, pagando cuantiosas indemnizaciones, y reservando a la empresa estatal Yacimientos Petrolíferos Fiscales (YPF), dirigida por Facundo Suárez, la actividad de exploración y la compra de la producción a las empresas concesionarias. En aquel momento fue muy aplaudido por los sectores nacionalistas y de centro-izquierda, pero años más tarde, algunos sectores progresistas criticarán esa decisión por rechazar de plano el capital extranjero, incluso dentro de las corrientes alfonsinistas de la UCR.

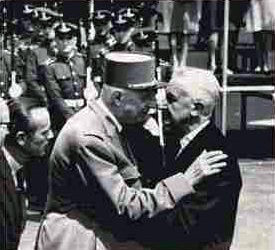
Arturo Illia y Charles De Gaulle en Buenos Aires, 1964.

Illia sancionó también algunas importantes leyes laborales y sociales como la que crea el Consejo del Salario Mínimo Vital y Móvil, que establece un organismo tripartito, y la llamada Ley Oñativia de Medicamentos, que estableció serias regulaciones a la producción de medicamentos por parte de los laboratorios, incluyendo un principio de socialización de los medicamentos. La ley fue acusada de comunista por parte de los sectores conservadores y es considerada como una de las causas inmediatas del derrocamiento de Illia.
En materia económica, el gobierno de Arturo Illia tuvo una política de ordenamiento del sector público, de disminución de la deuda pública y de impulso a la industrialización. Se creó la Sindicatura de Empresas del Estado, para un control más eficaz de las empresas públicas. La evolución del Producto Bruto Interno durante ese período fue del 10,3% para el año 1964 y del 9,1% para el año 1965. La evolución del Producto Bruto Industrial fue del 18,9% para el año 1964 y del 13,8% para el año 1965. La deuda externa disminuyó de 3.400 millones de dólares a 2600 millones. El salario real horario creció entre diciembre de 1963 y diciembre de 1964 un 9,6%. La desocupación pasó de 8,8% en 1963 a 5,2% en 1966.
Durante el gobierno de Illia los sindicatos organizados en la CGT, tanto la mayoría peronista de las 62 Organizaciones como la minoría comunista del MUCS, mantuvieron una actitud sumamente combativa, llegando a implementar una dura estrategia de tomas de fábrica, que alarmó a los sectores conservadores y que suele también invocarse como causa inmediata de su derrocamiento.
Adicionalmente, Arturo Frondizi, que era el presidente constitucional y no pudo participar en las elecciones de 1963 por encontrarse detenido por los militares, fue un duro crítico del gobierno de Illia y alentó abiertamente su derrocamiento.
Finalmente, la mayor parte de la prensa, y en especial las revistas Todo y Primera Plana y los periodistas Mariano Grondona y Bernardo Neustadt, desarrollaron una crítica sumamente destructiva, denominándolo "la tortuga", que deterioró su imagen pública. Décadas después, ambos periodistas se manifestarán arrepentidos por ese accionar.
Illia también tuvo fuertes desavenencias con los miembros de la UCRP dentro de su propio gobierno. Por un lado el vicepresidente Perette, le restó permanentemente poder a Illia, por su decisión de cogobernar. Por otro lado el ministro de Economía, Eugenio Blanco, se vio enfrentado por el equipo radical en el Banco Central (Félix de Elizalde y Alfredo Concepción) aliados con el canciller Miguel Ángel Zabala Ortiz. Adicionalmente, en el Congreso, el presidente de la Cámara de Diputados, Raúl Fernández quien respondía a Illia, mantenía un duro enfrentamiento con los balbinistas, encabezados por Juan Carlos Pugliese. Y finalmente, Miguel Ángel Zabala Ortiz, mantuvo una dura puja con el presidente Illia, criticando la mayor parte de sus políticas progresistas. Un ejemplo de ello fueron las críticas a Facundo Suárez, a cargo de YPF, o la visita del canciller a Vietnam del Sur en apoyo de la acción norteamericana allí, que contaba con la desaprobación del presidente. 
Lo cierto es que, el gobierno de Illia, se vio doblemente debilitado por su intención de aplicar la Declaración de Avellaneda; por una parte, rechazado por su posición de centro-izquierdista por una parte considerable de la UCRP y sus aliados, y por otra parte rechazado por la posición marcadamente anti-peronista y anti-sindical que la UCRP había sostenido desde el golpe militar que derrocó a Perón.
Pese a todo, el gobierno de Illia iniciará una década (1963-1974) de extraordinario crecimiento económico, en la que Argentina alcanzará las tasas más altas del mundo (Gerchunoff el al, 309 y ss). Paradójicamente, será una década de desavenencias y extrema violencia política y social, que terminará en una tragedia histórica en 1976.
El 26 de junio de 1966, el general Juan Carlos Onganía derrocó al presidente Arturo Illia, e inició una dictadura de tipo permanente que será conocida con el nombre de Revolución Argentina. 
Contemporáneamente, existe una inhabitual unanimidad de la sociedad argentina para reconocer en Arturo Illia un ejemplo del político honesto e incorruptible.

## Revolución Argentina (1966-1973)

### Protagonismo de la juventud durante el onganiato (1966-1970)
Una gran cantidad de sectores políticos y sociales apoyaron o toleraron al nuevo gobierno militar de Onganía. Transcurrirá un tiempo para que los grupos políticos, sindicales y sociales progresistas, comprendieran la nueva naturaleza de la Revolución Argentina, como dictadura permanente, lo que O'Donell llamará más tarde, Estado burocrático autoritario.
El régimen militar prohibió la política y disolvió los partidos políticos. Ante ello el funcionamiento de los partidos políticos, salvo excepciones, cesó. Una de esas excepciones fue el 17 de noviembre de 1966 cuando las fuerzas de seguridad detuvieron al presidente de la UCRP de la Provincia de Buenos Aires, Raúl Alfonsín, aunque por un breve tiempo, por haber reabierto la sede principal (Fundación 2002). 
Con las actividades de los partidos políticos suspendidas, la juventud, tanto sindical como universitaria, desempeñó un rol activo en la recuperación de la vida política.
Una de las primeras decisiones de Onganía fue intervenir la Universidad. La Universidad había funcionado autónomamente desde 1955 siguiendo los principios de la Reforma Universitaria. Muchos se refieren a esa época como la edad de oro de la universidad argentina. En Buenos Aires, espontáneamente, autoridades, docentes y estudiantes de todas las tendencias se unieron para ocupar varias facultades, especialmente Ciencias Exactas y Filosofía. Se produjo entonces una gran represión conocida como la Noche de los Bastones Largos. Pero también comenzó a aparecer una tendencia a la acción conjunta, por encima de las pertenencias partidarias, para enfrentar al gobierno militar.
Poco después, en agosto de 1966, el movimiento estudiantil cordobés, conducido por Franja Morada, aún no plenamente identificada con el radicalismo, y otros grupos estudiantiles (los socialistas del MNR, los comunistas del MOR y los trotsquistas nacionales del AUN), declararon una huelga estudiantil por tiempo indeterminado contra la intervención. La represión policial del 12 de septiembre, en la que es intencionalmente asesinado Santiago Pampillón, desencadenó la primera pueblada obrero-estudiantil, con apoyo de la CGT local, que anticipaba futuras puebladas como los Rosariazos y el Cordobazo, que pondrán en jaque al gobierno militar. 
Por aquel entonces, el pensamiento reformista de dirigentes estudiantiles como Guillermo Estévez Boero y su teoría del Frente del Pueblo, comenzaba a insistir en la necesidad de superar la antinomia peronismo-antiperonismo, para formar una alianza entre radicales, peronistas y sectores progresistas que pueda establecer una democracia consolidada sobre un programa de liberación nacional. Influida por estas ideas, en 1968 un grupo de jóvenes radicales que luchaban contra la dictadura militar constituyeron en la ciudad de Santa Fe, frente a la laguna Setúbal, la Junta Coordinadora Nacional y definieron a Franja Morada como organización universitaria del radicalismo.
"Una manifestación de la oposición política cada vez más militantes al gobierno fue el encuentro de los delegados de la juventud del Partido Radical en Setúbal, Santa Fe, en noviembre de 1968 y la formación por su parte de la "Junta Coordinadora Nacional Previsora de la Juventud". (Potash,74)

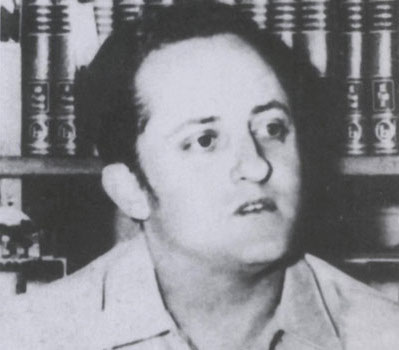
Sergio Karakachoff

Una nueva generación de jóvenes radicales comenzaba a emerger, entre los que se encontraban el Luis Cáceres, Sergio Karacachoff, Federico Storani, Leopoldo Moreau, Marcelo Stubrin, Adolfo Stubrin, Enrique Nosiglia, Facundo Suárez Lastra, entre otros.
Con la política prohibida, el dilema crucial para la juventud de aquellos años era la opción por la lucha armada. Franja Morada, la Junta Coordinadora Nacional, y algunos de sus aliados, como los socialistas del MNR, adoptaron un programa de liberación nacional de centro-izquierda, rechazando expresamente la lucha armada, que adoptaron otros sectores juveniles del peronismo, del catolicismo, del nacionalismo y de la izquierda. 
Las consignas que distinguieron a ambos grupos fueron "Elecciones libres y sin proscripciones", como alternativa a "Ni golpe ni elección, revolución".
El triunfo electoral en 1970 de Salvador Allende en Chile quien proponía una, para entonces novedosa, "vía pacífica al socialismo", fue una importante influencia a favor de la vía pacífica en Argentina. Por el contrario, el éxito de la Revolución Cubana, el asesinato del Che Guevara en 1968 y el golpe militar contra Allende, en 1973, fueron factores que impulsaron a los jóvenes argentinos hacia la lucha armada. 
Fuertemente presionada por ese marco y la violencia creciente en el país y la aparición de organizaciones guerrilleras, Franja Morada y la Junta Coordinadora, participaron activamente en los dos Rosariazos y el Cordobazo, que deterioraron el poder de la dictadura militar.
El 25 de mayo de 1970, la UCRP realizó una breve manifestación en la que habló Balbín. 
En junio de 1970 cae el general Onganía, y con él el proyecto de dictadura permanente, para abrir el camino a una nueva salida electoral.

### La salida electoral (1970-1973)
Desplazado Onganía, el general Levingston fue designado presidente por la Junta de Comandantes. Propuso una la salida electoral en 4 o 5 años y un plan que tenía como uno de sus objetivos el colapso de la UCRP y su reemplazo por un partido de centro-derecha, potencialmente encabezado por Arturo Mor Roig (Potash,188). 
Por su parte la UCRI, dirigida por Oscar Alende, apoyó la llegada al poder del general Levingston, que tenía una tendencia nacionalista-desarrollista, y participó en el gabinete a través de Aldo Ferrer.
Sin embargo la mayoría de las fuerzas políticas progresistas rechazaron el plan electoral del nuevo gobierno militar y exigieron una salida electoral rápida. El 11 de noviembre de 1970, representantes de la UCRP, el peronismo, el socialismo, el bloquismo, y los conservadores populares, emitieron un documento denominado “La hora del pueblo”, en el que se exigía elecciones inmediatas, sin exclusiones, y respetando a las minorías. Por la UCRP firman el documento Ricardo Balbín y Enrique Vanoli. La Hora del Pueblo marcó un notable cambio en la historia argentina, a partir del dato de que es la primera vez que radicales y peronistas actúan políticamente juntos (Potash, 197). Simultáneamente los máximos dirigentes de la UCRP establecerán una línea de contactos frecuentes con el general Lanusse, a quien brindarán un relativo apoyo para impulsar una salida electoral (Potash, 197 y ss).
Reapareció entonces una cierta actividad de los partidos políticos. En la UCRP, Raúl Alfonsín, quien era presidente del radicalismo de la Provincia de Buenos Aires desde 1965, comienza a aglutinar a su alrededor a un grupo de dirigentes con tendencias social-demócratas. Entre ellos están Bernardo Grinspun, Roque Carranza, Germán López, Raúl Borrás, entre otros.
El balbinismo, conducción oficial de la UCRP, había expresado su crítica a la dictadura militar que derrocó al gobierno de Illia. Balbín había mantenido contactos con Perón desde 1967 y el 25 de mayo de 1970 habló en un acto relámpago organizado por la UCRP en Buenos Aires que fue cubierto por el diario La Nación. En ese entonces, estaban incluidos en el campo balbinista dirigentes como Hidalgo Solá, Arturo Mor Roig, Antonio Tróccoli, Juan Carlos Pugliese, Enrique Vanoli, Rubén Rabanal, César García Puente, Julián Sancerni Jiménez, Raúl Zarrielo, Carlos Raúl Contín, Juan Trilla, entre otros.
Finalmente, en la Línea Córdoba (sabattinismo), se encontraban Arturo Illia y Víctor Martínez.
Antes de finalizar 1970, el presidente militar Levingston invitó a los expresidentes que viviesen en el país (excluyendo así a Perón) a una reunión para brindarle consejo. Guido y Frondizi aceptaron. Illia y Onganía rechazaron la invitación.
El gobierno de Levingston no se sostuvo, y menos de un año después de asumir, el 21 de marzo de 1971, fue reemplazado para que asuma el general Alejandro Agustín Lanusse.
Ricardo Balbín, como presidente de la UCRP, mantuvo conversaciones con Lanusse para coordinar una salida electoral. Lanussse quería que el radical balbinista Arturo Mor Roig fuere su ministro del Interior, encargado de instrumentar la transición. Adicionalmente coinciden en promover un régimen electoral y de partidos políticos rígidamente bi-partidista, en el que el peronismo representaría las fuerzas de centro-izquierda, y el radicalismo las fuerzas de centro-derecha. Finalmente, Lanusse se compromete a otorgar la sigla de Unión Cívica Radical a la UCRP, y exigir a la UCRI el cambio de su nombre (se llamará primero Alianza Popular Revolucionaria y luego Partido Intransigente). 
La Hora del Pueblo avalará unánimemente a Mor Roig como ministro del Interior, y este renunciaría a la UCRP para asumir su cargo. Más adelante, Hidalgo Solá y Antonio Tróccoli, rechazarán el ofrecimiento a ser ministros del gobierno militar. Dice Potash que "los radicales deseaban evitar cualquier paso que los identificara como un partido 'oficialista'" (286).
Por entonces (1971-1972), los jóvenes de la Junta Coordinadora comienzan a acercarse a Raúl Alfonsín, y el alfonsinismo comienza a definirse como línea interna frente al balbinismo-unionismo, que adoptará la denominación de Línea Nacional.
En 1972, por primera vez, Franja Morada, en alianza con el MNR (socialistas populares) gana la Federación Universitaria Argentina (FUA) que, a partir de entonces, conducirá ininterrumpidamente durante las siguientes décadas. 
En septiembre de 1972, en Rosario, la línea alfonsinista y los jóvenes de la Coordinadora crean el "Movimiento Renovador Nacional", reclamando un programa de carácter "nacional, popular, democrático y liberador", y constituyéndose en el ala izquierda del radicalismo. Proclaman entonces a Raúl Alfonsín-Conrado Storani como precandidato presidencial en las internas de la UCR.
En las elecciones internas se impuso el balbinismo-unionismo, en tanto que el alfonsinismo obtuvo la minoría, por haber alcanzado más del 25%. El candidato presidencial será, por tercera vez en la historia de la UCR, Ricardo Balbín. Balbín cierra su campaña electoral con una frase: "el que gana gobierna y el que pierde ayuda".
El 11 de marzo de 1973 se realizaron las elecciones y los resultados fueron:
- Cámpora-Solano Lima (FREJULI): 5.908.414 votos (49,5%)
- Balbín-Gamond (UCR): 2.537.605 (21,29%)
- Manrique-Martínez Raimonda () 1.775.867 (14,9%)
- Alende-Sueldo (Alianza Popular Revolucionaria): 885.201 (7,43%)
- Otros: 800.000 (aprox)

El peronismo volvía al poder luego de 17 años de proscripción.